# Sé
Sé (németül: Scheibing, horvátul: Šiba, Šieba) község Vas vármegyében, a Szombathelyi járásban. Kis- és Nagy-Sé falvak egyesítésével jött létre.

## Fekvése
Szombathelytől mintegy 5 kilométerre nyugatra fekszik, az Arany-patak mentén. Lakott területét a vízfolyás két különálló részre osztja, a történelmi faluközpont az Északsé nevet viseli, a jóval kisebb Délsé településrész későbbi kialakulású, ennek megfelelően bővelkedik újabb építésű házakban.
Közigazgatási területe érdekes módon közel téglalap alakú, melynek kelet-nyugati irányú kiterjedése alig haladja meg az egy kilométert, ezzel szemben észak-déli irányú kiterjedése nagyjából 5,5 kilométer.
Mindössze három települési szomszédja van: kelet felől Szombathely, dél felől Nárai, nyugat felől pedig Torony. Észak felől szintén egy, a megyeszékhelyhez tartozó területrész, Szünösemajor külterületi lakott hely és az azt övező mintegy 2 négyzetkilométernyi külterület határolja.

### Megközelítése
A településen áthalad, a belterületétől északra a Szombathelytől a bucsui határátkelőig húzódó 89-es főút, így az ország távolabbi részei felől ez a legfontosabb közúti megközelítési útvonala. A központján azonban csak a főút 2005-ben felhagyott régi nyomvonala, a mai 8901-es út halad keresztül, ezen érhető el Szombathely belvárosa és nyugati szomszédja, Torony felől is. Külterületeit átszeli még a Bucsu központjába vezető 87&nbap;133-as számú mellékút is.
Vasútvonal ma már nem érinti, de a megszüntetéséig áthaladt a területén a Szombathely–Pinkafő-vasútvonal, melynek egy megállási pontja is volt itt, Sé megállóhely.

## Nevének eredete
Neve a régi magyar séd (= csermely, kis patak) főnévből származik.

## Története
A falutól délre már 6000 évvel ezelőtt az újkőkorszakban is jelentős, gyűrű alakú földvárral megerősített település létezett, melynek gazdag leletanyaga a szombathelyi Savaria Múzeumba került. Ennek legjelentősebb darabja a Séi Vénusz nevű kis agyagszobrocska, mely egyedülálló ezen a vidéken. A falu területe egészen a népvándorlás koráig folyamatosan lakott volt. Erre számos rézkori, vaskori, római kori és népvándorláskori lelet utal. A római korban itt is keresztülhaladt a Savariát ellátó vízvezeték, mely a Kőszegi-hegységből szállította a vizet a tartományi székhelyre. A vezeték több darabját találták meg a községben. A Malom-dűlőben római villa maradványai, fűtésrendszerének padozata és freskó-töredékek kerültek elő. A Doberdó-dűlőben női istennőszobor alsó darabjára bukkantak. A temető közelében korai Árpád-korból vaskéssel eltemetett harcos csontvázát tárták fel.
A mai települést 1404-ben See néven említik. A falu első birtokosa a Sey család volt, mely Káltól és Bulcsútól származtatta magát. 1346-ban Sé Ovad falu részeként szerepel, területén ovadi nemesek osztoztak. 1418-ban Sey Mihály hősiességével Zsigmondtól nemesi címereslevelet szerzett. A családnak Sében kúriája is volt, melyet 1720-ban bontottak le. A Seyek a 18. század elejéig voltak itt birtokosok, ezután Tolnába távoztak.
1815-ben a Canonica Visitaio szerint Kis Sében 45 gyónóköteles és 21 kötelezettség nélküli, Nagy Sében 65 gyónóköteles és 30 kötelezettség nélküli élt. A falu régi temploma a mai temető területén állt, mára nyoma sem maradt, helyette 1901-ben újat építettek.
Fényes Elek szerint "Kis-See, magyar falu, Vas vármegyében, 68 kath. lak. F. u. Skerlecz. Ut. p. Szombathely 1/2 óra. Nagy-See, magyar falu Vas vmegyében, Szombathelyhez fél órányira: 129 kath., 3 evang. lak., termékeny földdel és réttel. F. u. gr. Széchenyi Pál."
1910-ben 415 lakosa volt. A falu különösen az elmúlt évtizedekben indult gyors fejlődésnek. Szombathely közelségének köszönhetően számos család építkezett a területén, melynek hatására lakossága 30 év alatt háromszorosára emelkedett.

## Közélete

### Polgármesterei
- 1990–1994: Janzsó László (független)[4]
- 1994–1998: Janzsó László (független)[5]
- 1998–2002: Janzsó László (független)[6]
- 2002–2006: Janzsó László (független)[7]
- 2006–2010: Janzsó László (független)[8]
- 2010–2014: Sörös István (független)[9]
- 2014–2019: Sörös István (független)[10]
- 2019–2024: Nagy Róbert (független)[11]
- 2024– : Nagy Róbert (független)[1]

## Népesség
A település népességének változása:
| Lakosok száma | 1352 | 1347 | 1341 | 1313 | 1311 | 1323 | 1376 | 1356 | 1302 | 1312 |
|               | 2013 | 2014 | 2015 | 2016 | 2017 | 2018 | 2021 | 2022 | 2023 | 2024 |

A 2011-es népszámlálás során a lakosok 85,8%-a magyarnak, 3,7% németnek, 1,7% horvátnak, 0,3% románnak, 0,1% cigánynak mondta magát (13,7% nem nyilatkozott; a kettős identitások miatt a végösszeg nagyobb lehet 100%-nál). A vallási megoszlás a következő volt: római katolikus 54,5%, evangélikus 3,8%, református 2%, felekezet nélküli 6,5% (31,8% nem nyilatkozott).
2022-ben a lakosság 89,3%-a vallotta magát magyarnak, 4,4% németnek, 1,4% horvátnak, 0,4% románnak, 0,2% cigánynak, 0,1-0,1% szerbnek, bolgárnak, szlovénnek és szlováknak, 2,9% egyéb, nem hazai nemzetiségűnek (10,5% nem nyilatkozott; a kettős identitások miatt a végösszeg nagyobb lehet 100%-nál). Vallásuk szerint 44,2% volt római katolikus,  2,9% evangélikus, 2,7% református, 0,5% görög katolikus, 0,2% ortodox, 0,1% izraelita, 1,5% egyéb keresztény, 0,9% egyéb katolikus, 5,9% felekezeten kívüli (40,8% nem válaszolt).

## Nevezetességei
- A község területén feltárt őskori és ókori leleteket a szombathelyi Savaria Múzeum őrzi.
- A falu régi római katolikus temploma 1660-ban épült a Szent Kereszt tiszteletére, a mai templomot 1901-ben építették. 1933-ban bővítették.
- Ág, Bő és Őr mellett Sé Magyarország mindössze négy olyan településének egyike, amelyek neve csupán két betűből áll.

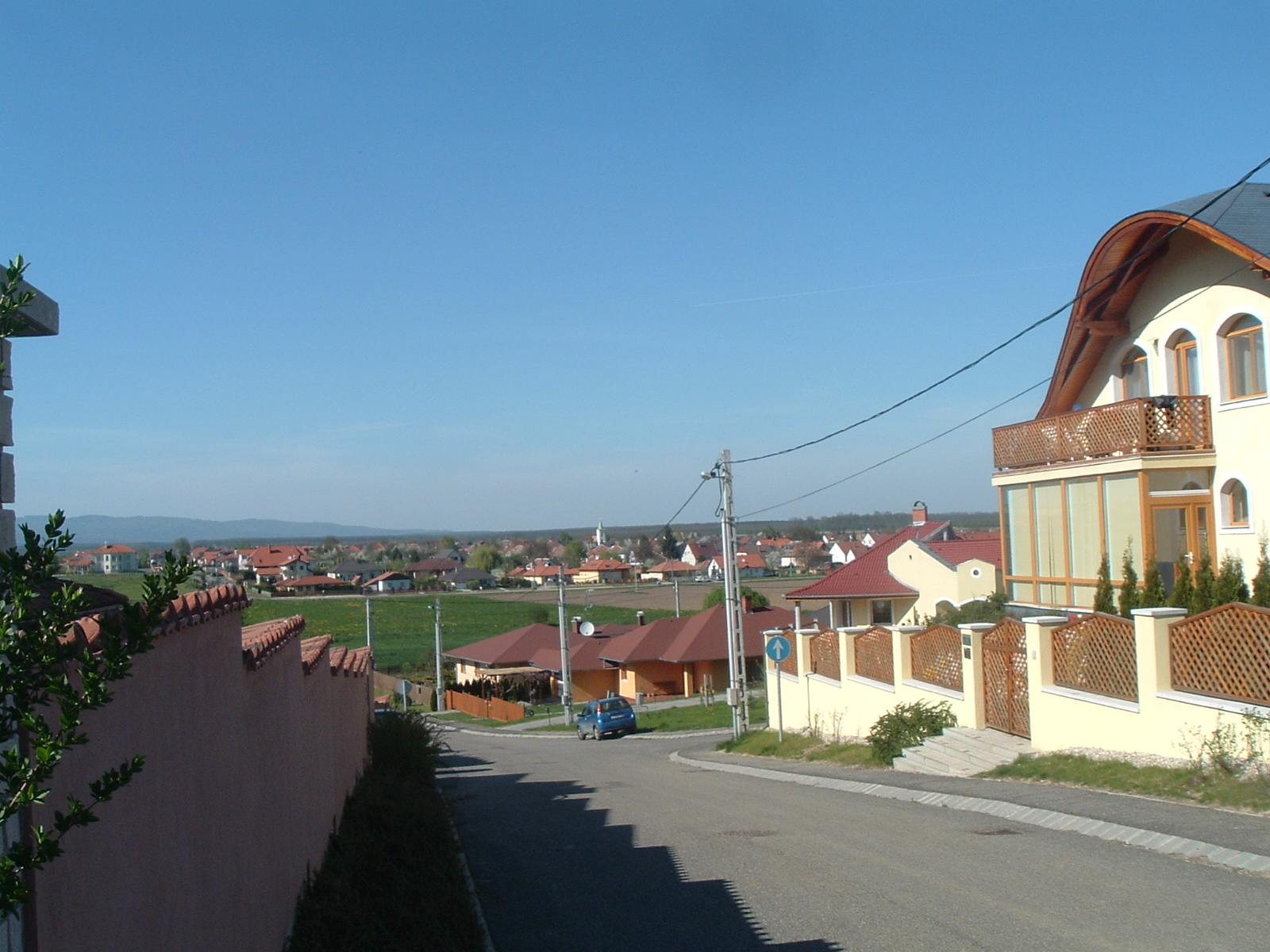
Sé látképe

## Híres  emberek
- Gyermekkorától itt élt Rapport Richárd sakknagymester, a mindenkori legerősebb magyar sakkozó Élő-pontok alapján
- Csonka Szilvia - Domján Edit-díjas magyar színésznő, a Weöres Sándor Színház alapító tagja.